# Mandelli (famiglia)
La famiglia Mandelli è un nobile casato lombardo, appartenente alla matricula nobilium familiarum Mediolani, attestato a Milano dall'XI secolo e, dalla seconda metà del XIV secolo, nel piacentino. Originaria di Mandello del Lairo sul lago di Como, fu titolare di diritti di pesca sul lago di Biandronno, ad integrazione di cospicue proprietà fondiarie nella zona del lago di Varese. 

## Storia
La tradizione familiare vuole che la casata Mandelli discendesse dalla Gens Flavia, un’origine che, pur non supportata da evidenze documentarie, si inserisce in una consuetudine diffusa tra le famiglie nobiliari. L’attribuzione di un’ascendenza mitica, specialmente di matrice romana, era infatti una pratica comune nell’aristocrazia, poiché costituiva un ulteriore strumento di legittimazione della propria nobiltà. Questa esigenza di nobilitazione del passato, spinse molte casate a commissionare ricerche araldiche a noti eruditi, i quali avevano spesso il compito di compiacere il committente più che di attenersi a un rigoroso metodo storico scientifico.
Un altro elemento che si inserisce in questa costruzione identitaria è l’attribuzione allo stemma della casata del motto "Mandella gentis insigna vetustissima", secondo il quale l’insegna dei Mandelli sarebbe tra le più antiche in assoluto. Tuttavia, non esistono fonti documentarie che confermino l’autenticità di questa locuzione, la cui origine sembra piuttosto recente e ascrivibile a una tradizione più moderna, priva di fondamento storico.
Anche le prime presunte attestazioni della famiglia de Mandello nel IV secolo devono essere valutate con estrema cautela. La notizia secondo cui il vescovo Ambrogio di Milano avrebbe conferito alla famiglia il compito di presidiare la porta di Giano Bifronte non è supportata da alcuna fonte coeva e rientra verosimilmente nell’ambito delle genealogie retroattive costruite per accreditare un’origine illustre. Inoltre, il lunghissimo silenzio delle fonti nei secoli successivi rafforza il sospetto che tali riferimenti siano il prodotto di elaborazioni posteriori, piuttosto che di effettive menzioni storiche.
Dopo questa presunta attestazione tardoantica, la famiglia, come già scritto, scompare dalle cronache per diversi secoli, un’assenza documentaria che risulta particolarmente significativa. Non si hanno notizie dei Mandelli né durante la dominazione longobarda né in epoca carolingia, e solo con il X secolo ricompaiono riferimenti al loro nome. La tradizione vuole che nel 962 Ottone I di Sassonia abbia concesso a Tazio Mandelli il feudo di Maccagno, conferendogli il titolo di conte del Sacro Romano Impero e la dignità di vicario imperiale perpetuo, con prerogative ereditarie. Tuttavia, anche in questo caso, mancano attestazioni coeve che possano confermare la veridicità di tale concessione.
Le fonti che riportano questa investitura sono tutte di epoca successiva e appaiono strettamente legate alla tradizione familiare, senza alcuna corrispondenza nei diplomi imperiali noti. Questo aspetto solleva non pochi dubbi sulla reale esistenza di un atto ufficiale di concessione, lasciando spazio all’ipotesi che tale narrazione sia stata costruita in seguito per nobilitare la storia della casata. Anche le presunte concessioni feudali riconducibili a Federico Barbarossa rientrano in questo quadro di incertezza documentaria, poiché risultano menzionate solo in epoche più tarde e senza il supporto di documenti imperiali dell’epoca.
Nel complesso, l’analisi delle fonti disponibili suggerisce che molte delle affermazioni relative all’origine e all’antichità della famiglia Mandelli siano frutto di elaborazioni posteriori. L’assenza di riferimenti attendibili per un lungo arco temporale, unita alla comparsa di documenti solo in età più recente, avvalora l’ipotesi che le notizie riguardanti la presunta ascendenza romana, il ruolo della famiglia nel IV secolo e le concessioni imperiali siano più il prodotto di un processo di costruzione identitaria che di una reale continuità storica.
Considerato tutto ciò, si può affermare che esistano fonti della fine del XIII secolo che descrivono il potere dei Mandelli come una realtà consolidata da lungo tempo, lasciando supporre che la curtis possa essere stata loro assegnata già agli inizi del duecento. Una possibile origine di tale concessione potrebbe essere ricondotta ad Ottone IV di Brunswick, in un contesto analogo a quello documentato per la donazione della curtis di Mozzanica, nei pressi di Cremona, attestata da un diploma autentico. In assenza di prove certe, si può fare riferimento alla definizione tramandata dagli stessi abitanti di Maccagno, secondo cui i Mandelli esercitavano il loro dominio «per tantum tempus cuius non est memoria».
Successivamente esponenti del casato assunsero un ruolo di spicco nel governo comunale di Milano: Anselmo Mandelli e il figlio Tazio o, ancora, Robaconte, rappresentarono con grande frequenza le istituzioni ambrosiane nell'ordinaria amministrazione ma anche nella politica perseguita dal comune negli anni del conflitto con Federico I Hohenstaufen.  Nel 1212 il sostegno che i Mandelli accordarono a Ottone IV nel confronto con Innocenzo III per il riconoscimento del titolo imperiale valse ad Alberto Mandelli l’investitura di castra, ville e corti nel territorio di Mozzanica, nella diocesi di Cremona; alla politica di infeudazioni attuata da Ottone tra il 1210 e il 1212 per assicurarsi il favore di influenti famiglie milanesi contro il pontefice potrebbe risalire anche l'esercizio della giurisdizione sul villaggio di Maccagno Inferiore, che la memoria famigliare attribuiva invece a più risalenti concessioni di Ottone I di Sassonia e del Barbarossa, a tutt'oggi però prive di riscontri documentari.
Durante lo scontro tra i comuni padani e Federico II i Mandelli ottennero numerose podesterie di città dell'Italia centro-settentrionale alleate o suddite di Milano. 

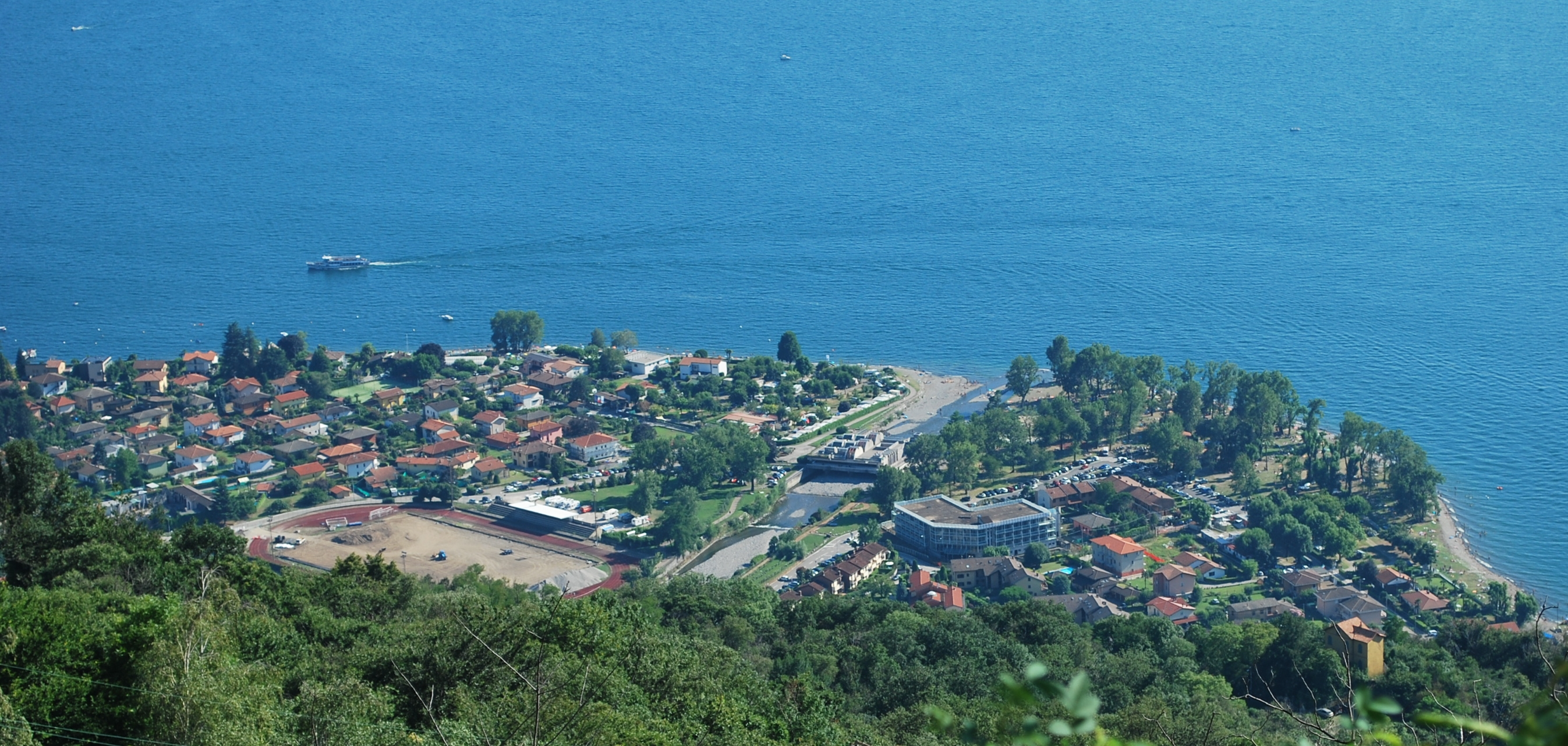
Veduta di Maccagno imperiale, feudo della famiglia ab immemorabili

Nel corso del XIV secolo le fortune della famiglia si consolidarono grazie al sostegno offerto ai Visconti: nel 1311, un Mandelli compare tra i garanti di Matteo Visconti in occasione della riconciliazione di questi con Cassone Della Torre;  il matrimonio tra Guido Mandelli e Floramonda, figlia di Matteo Visconti, consacrò le fortune della famiglia, che si inserì entro le file dell’officialità signorile soprattutto con Matteo e Giovanni Mandelli, figli di Guidetto, e ampliò la propria rete di relazioni grazie a importanti matrimoni con esponenti degli Anguissola di Piacenza, dei Del Carretto di Savona, e, nella prima metà del Quattrocento, dei Rusca di Como.
Nel frattempo, nel 1383, l'infeudazione di Caorso a Ottone Mandelli di Pietro avviava anche le fortune di un ramo famigliare radicatosi nel Piacentino verso la metà del Trecento e destinato a divenire, già dalla prima metà del Quattrocento, un imprescindibile referente dei Visconti e, successivamente degli Sforza

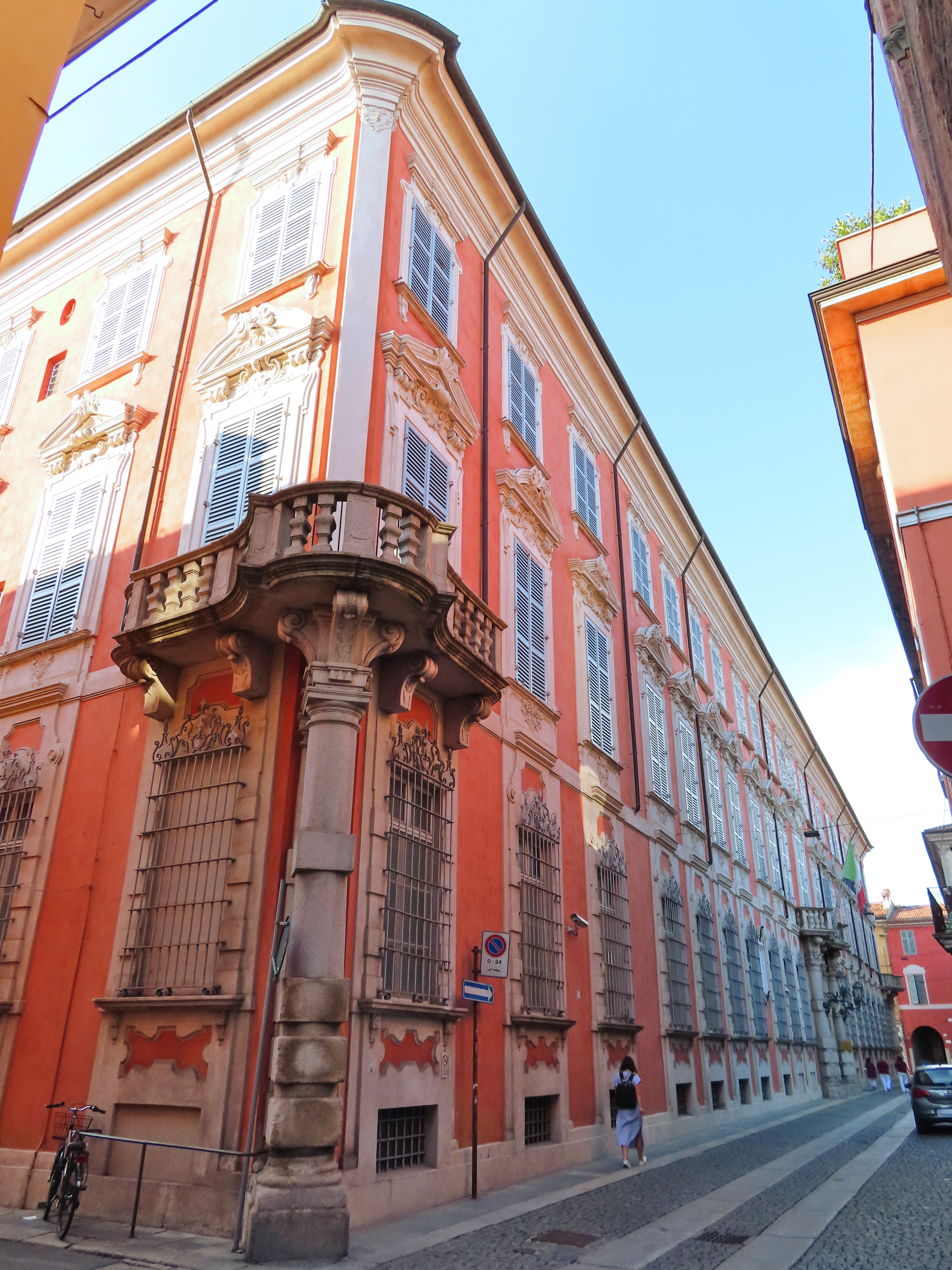
Palazzo Mandelli a Piacenza, Del ramo Marchionale di Caorso

Si ha notizia di un ramo della famiglia installatosi fra il XIII e il XV secolo nelle campagne a nord-est di Milano, nel quale i Mandelli già possedevano numerosi beni. A comprovare tale presenza esistono numerosi atti notarili, legati alla compravendita e all'affitto di terreni. Fra gli esponenti principali si annoverano ben tre priori del monastero dei Canonici del Santo Sepolcro di Camuzzago, cioè Martino Mandelli (dal 1410 al 1436), Gabriele Mandelli (dal 1436 al 1468) e Giovanni Erasmo Mandelli (dal 1468 al 1474). Da notare è il toponimo di Torrazza dei Mandelli, frazione del comune di Cambiago, probabilmente in origine parte dei beni fondiari del casato. In periodi più recenti, nel 1541, rimane traccia di un Francesco Mandelli console di Cambiago.

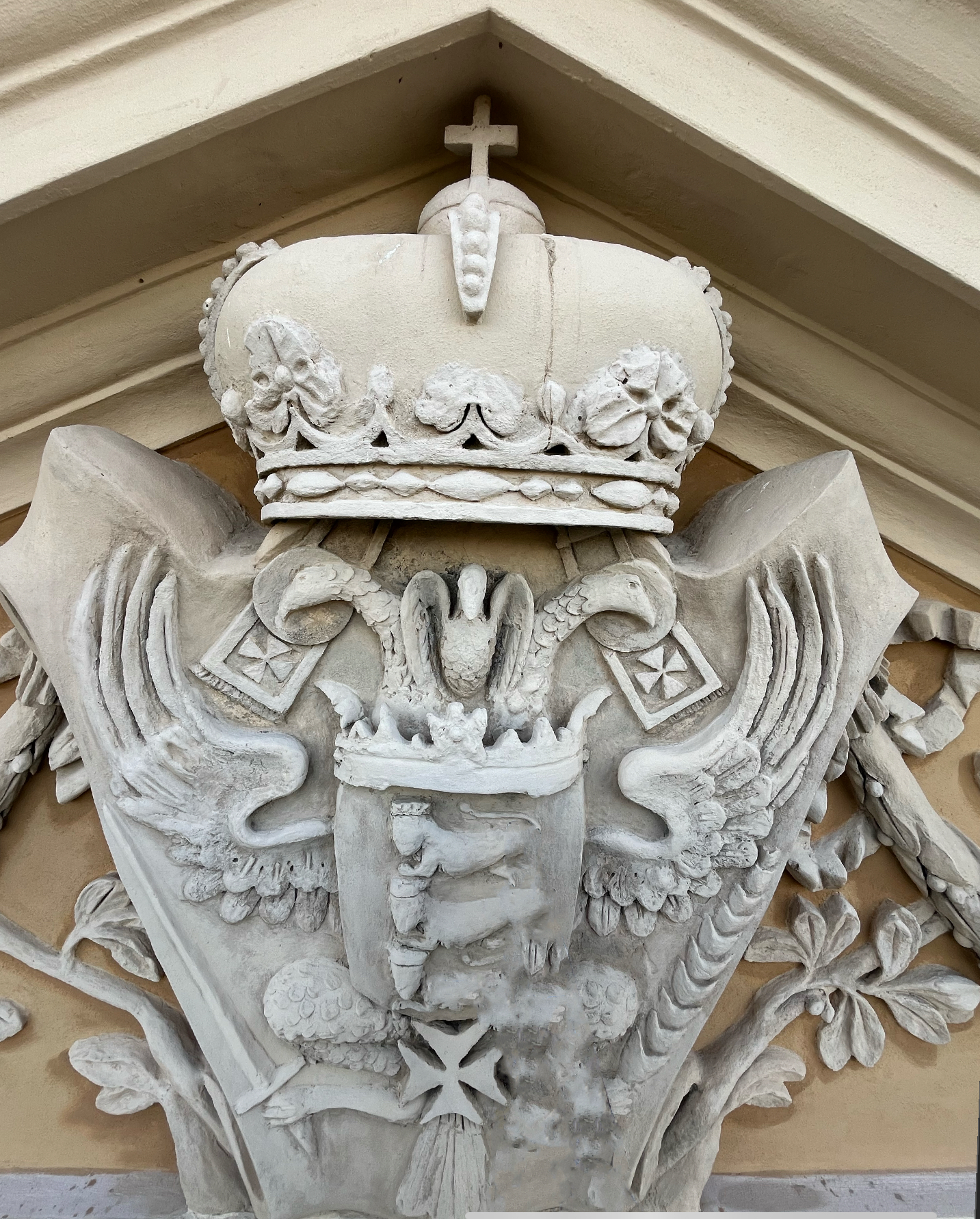
Stemma sec. XVIII Villa Mandelli Tedoldi a Bellena (Parma). Aquila bicipite con corona di principe del sacro romano impero, corona di marchese con tre leoni illeoparditi.

## Esponenti importanti
- Anselmo (senior), fu tra gli otto consoli milanesi che nel 1162 presentarono a Federico Barbarossa la resa della città[7].
- Anselmo (junior), figlio di Anselmo senior, fu console a Milano nel 1167 e a Piacenza nel 1170[15].
- Antonio, figlio di Anselmo senior, era podestà a Bologna nel 1183, quando rappresentò il comune emiliano a Costanza[15].
- Tazio, figlio di Anselmo senior, fu console a Milano nel 1172, nel 1192, nel 1200[15] e podestà a Milano nel 1203[11].
- Robaconte, era console di Milano nel 1196, quando presiedette alla pace tra Milano e Como; nel 1203 fu tra i consiliarii del comune di Milano che presenziarono alla conclusione dei patti tra Tortonesi e Milanesi per il transito da darsi ai negoziatori[8].
- Guido, membro del consiglio del comune di Milano nel 1245[16].
- Ottolino, figlio di Guido, nel 1274 fu tra i Milanesi banditi da Milano a opera dei Della Torre ma dopo la battaglia di Desio rientrò in città al seguito di Ottone Visconti. Incaricato dal Comune di Milano di concludere una importante lega con Brescia e Piacenza nel 1283, nella seconda metà del Duecento ottenne numerose podesterie in importanti città dell'Italia centro-settentrionale (Pisa, Brescia, Padova, Asti)[16].
- Guido (o Guidetto), figlio di Ottolino,  nel 1295 contrasse matrimonio con Floramonda, figlia di Matteo I Visconti, consolidando le relazioni del casato con i signori di Milano[12].
- Matteo, figlio di Guido, fu consigliere di Gian Galeazzo Visconti e titolare di numerose cariche entro l'amministrazione del ducato.
- Giovanni, figlio di Guido, fu membro di spicco dell'entourage dell'arcivescovo e signore di Milano Giovanni Visconti e titolare di cariche di rilievo entro l'amministrazione del dominio.
- Ottone, figlio di Pietro e di Mazabora Crivelli, fu tra i più affidabili sostenitori di Gian Galeazzo Visconti, che nel 1383 gli conferì in feudo Caorso, determinando così il radicamento di questo ramo della famiglia nel Piacentino[14]. Nel 1385 acquistò dal conte Antoniolo Porro il castrum e il territorio di Piovera e due anni più tardi ottenne da Gian Galeazzo Visconti l'investitura di Dovera e Postino[17]. Fu tra i sostenitori della duchessa Caterina Visconti, che nel 1402 gli cedette la località di Pecetto nell'alessandrino, quale pegno di cospicui prestiti[14].
- Antonio, Tobia e Raffaele Mandelli, figli di Pietro, continuarono il radicamento della famiglia nell'Alessandrino, ottenendo la conferma del feudo di Pecetto e acquisendo il controllo di Motta, ceduto loro dalla famiglia Sardi e infeudato a Raffaele da Filippo Maria Visconti nel 1440[18].
- Giacomo III (m. 1645), conte di Maccagno Inferiore, ricevette nel 1622 il titolo di vicario imperiale e il diritto di coniare moneta[19].

### Genealogica, araldica, numismatica
- (LA) Stemmario Trivulziano, Milano, 1465.
- (LA) Insignia urbium Italiæ septentrionalis: Nobilium Mediolanensium [Insegne delle città dell'Italia settentrionale: Nobili di Milano], Monaco di Baviera, 1550-1555.
- Leone Tettoni e Francesco Saladini (a cura di), Mandelli di Milano, in Teatro araldico ovvero raccolta generale delle armi ed insegne gentilizie delle piu illustri e nobili casate che esisterono un tempo e che tutora fioriscono in tutta l'italia, vol. 2, Milano e Lodi, Claudio Wilmant e Figli, Successori a Gio. Battista Orcesi, 1843  [1841],  pp. 499-516.
- Carlo Kunz, Jacopo III Mandelli, Conte di Maccagno, e le sue monete (PDF), in Rivista Italiana di Numismatica, Milano, L. F. Cogliati Tipografo Editore, 1896 [1864],  pp. 473-483.

### Storica, annalistica, trattatistica
- (IT, LA) Santo Monti, Due pergamene riferentisi l'una ai nobili Mandello feudatarii imperiali e poi conti di Maccagno, l'altra al ramo della medesima famiglia, conti di Caorso Piacentino e di Peceto Pavese (PDF), in Periodico della Società Storica per la Provincia e Antica Diocesi di Como, vol. 13, fascicoli 49-52, Como, Tipografia Editrice Ostinelli, 1900,  pp. 267-282.
- (IT, LA) Santo Monti, Compendio dell'origine e dignità della famiglia Mandelli da un manoscritto inedito di Tazio Mandelli (PDF), in Periodico della Società Storica per la Provincia e Antica Diocesi di Como, vol. 15, fascicoli 57-59, Como, Tipografia Editrice Ostinelli, 1903,  pp. 9-157.
- Teodoro Amayden, La storia delle famiglie romane, Bologna, Arnaldo Forni Editore, 1914.
- Giampaolo Leopoldo, Storia breve di Maccagno Inferiore, già feudo imperiale, Corte regale degli imperatori, terra per sè e di Maccagno Superiore, 2ª ed., Germinaga, Litotipografia Verbano, 1976  [1963].
- Pierangelo Frigerio e Pier Giacomo Pisoni, Il Verbano del Morigia, Intra, Alberti Libraio Editore, 1977.
- Maria Franca Baroni (a cura di), Gli atti del comune di Milano nel secolo XIII, in Gli atti del comune di Milano nei secoli XII e XIII, vol. 3, Alessandria, Tipografia Ferraris, 1992.
- Hagen Keller, Signori e vassalli nell'Italia delle città (secoli IX-XII), traduzione di A. Piazza, Torino, UTET Università, 1995  [1979], ISBN 978-8877502742.
- Elisabetta Canobbio (a cura di), Pergamene della famiglia Mandelli, Archivio Storico della Diocesi di Como, secc. XIII-XVII: regesti, Como, New Press, 2000.
- Luca Gianazza, La zecca di Maccagno Inferiore e le sue monete, Intra, Alberti Libraio Editore, 2003, ISBN 8872451213.
- Vincenzo Sala, Cambiago e Torrazza. Dalle origini al XX secolo, Bergamo, Ikonos Editore, 2011.

### Biografica
- Federica Cengarle, Giovanni Mandello, in Dizionario biografico degli italiani, vol. 68, Roma, Istituto dell'Enciclopedia Italiana, 2007.
- Federica Cengarle, Ottone da Mandello, in Dizionario biografico degli italiani, vol. 68, Roma, Istituto dell'Enciclopedia Italiana, 2007.
- Paolo Grillo, Ottolino da Mandello, in Dizionario biografico degli italiani, vol. 68, Roma, Istituto dell'Enciclopedia Italiana, 2007.
- Paolo Grillo, Ottone da Mandello, in Dizionario biografico degli italiani, vol. 68, Roma, Istituto dell'Enciclopedia Italiana, 2007.

### Ricerche, studi, convegni, pubblicazioni
- Elisa Occhipinti, Podestà « da Milano » e « a Milano » fra XII e XIV secolo, in Jean-Claude Maire Vigueur (a cura di), I podestà dell’Italia comunale. Parte I. Reclutamento e circolazione degli ufficiali forestieri (fine XII sec.-metà XIV sec.), vol. 1, Roma, École française di Roma, 2000,  pp. 47-73.
- Elisabetta Canobbio, Fra la terra e il fiume: aspetti della signoria dei Mandelli a Piovera (secc. XIV-XV), in Andrea Gamberini e Fabrizio Pagnoni (a cura di), La signoria rurale nell'Italia del tardo medioevo. Gli spazi economici, collana Quaderni degli Studi di Storia Medioevale e di Diplomatica, II, vol. 1, Milano, Università degli Studi di Milano, Italia; Bruno Mondadori, 2019,  pp. 170-192, DOI:10.17464/9788867743483, ISBN 9788867743483.
- Paolo Grillo, Le entrate signorili dei Mandelli a Maccagno: fine XIII-inizi XIV secolo, in Andrea Gamberini e Fabrizio Pagnoni (a cura di), La signoria rurale nell'Italia del tardo medioevo. Gli spazi economici, collana Quaderni degli Studi di Storia Medioevale e di Diplomatica, II, vol. 1, Milano, Università degli Studi di Milano, Italia; Bruno Mondadori, 2019,  pp. 157-168, DOI:10.17464/9788867743483, ISBN 9788867743483.